# Peste di San Carlo

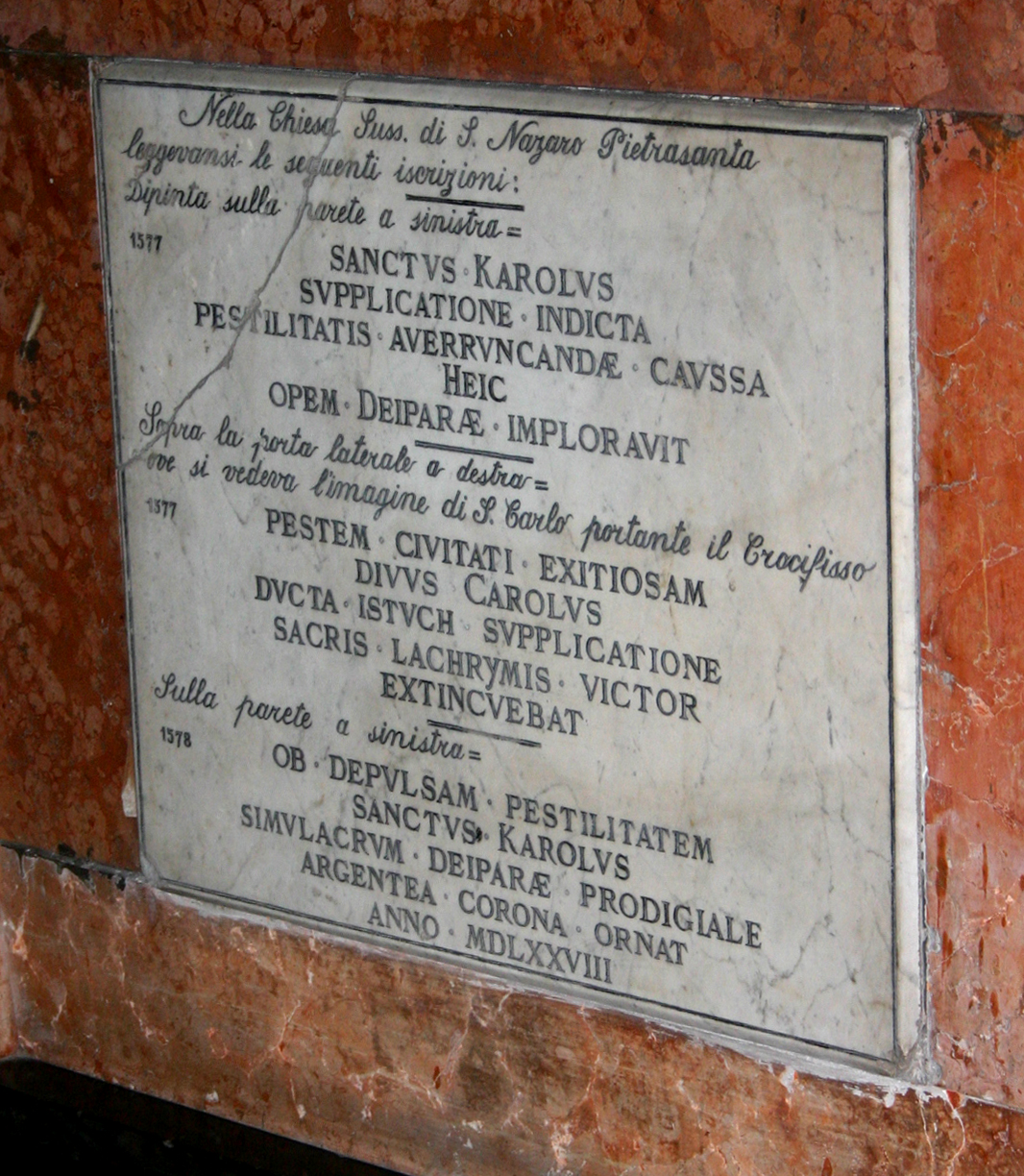
Chiesa di San Tomaso in Terramara, a Milano: nella cappella dell'Immacolata una lapide riporta le iscrizioni latine della vicina chiesetta di San Nazaro in Pietrasanta, demolita nel 1888 e da cui proviene la statua dell'Immacolata, incoronata d'argento nel 1578 da san Carlo Borromeo come ex voto per avere scacciato la peste.

È chiamata peste di San Carlo la terribile pestilenza che colpì il territorio milanese nel biennio 1576-1577.
Il contagio si verificò durante l'episcopato milanese di san Carlo Borromeo che, proprio nel 1576, aveva ottenuto l'estensione a Milano del giubileo romano dell'anno precedente. Grande fu l'affluenza a Milano dei fedeli provenienti dalle località circostanti, ma il giubileo milanese durò solo poche settimane: il 17 aprile il governatore spagnolo Antonio de Guzmán, preoccupato per i casi di peste verificatisi a Venezia e Mantova, limitò prima i pellegrinaggi in città vietandoli poi definitivamente quando a luglio si registrarono i primi episodi anche a Milano e l'11 agosto la pestilenza divenne conclamata. Mentre il governatore spagnolo e i notabili lasciavano la città per luoghi ritenuti più salubri, l'arcivescovo, allora a Lodi, rientrò subito a Milano e da quel momento, con l'autorità della sua carica e simbolo del cristianesimo militante, si prodigò con ogni mezzo per portare soccorso agli ammalati divenendo l'"unico refrigerio" di Milano appestata.
La peste di San Carlo è citata nel capitolo XXXI de I promessi sposi di Alessandro Manzoni come antecedente di quella, ben più grave e descritta nel romanzo stesso, abbattutasi in Lombardia nel 1630, quando arcivescovo di Milano era il cardinal Federico Borromeo, cugino dello stesso san Carlo.
La peste di San Carlo è stata raffigurata dal pittore Cesare Nebbia in un famoso affresco eseguito nel 1604 nel salone principale del palazzo dell'Almo Collegio Borromeo di Pavia.